# Поэты пушкинской поры

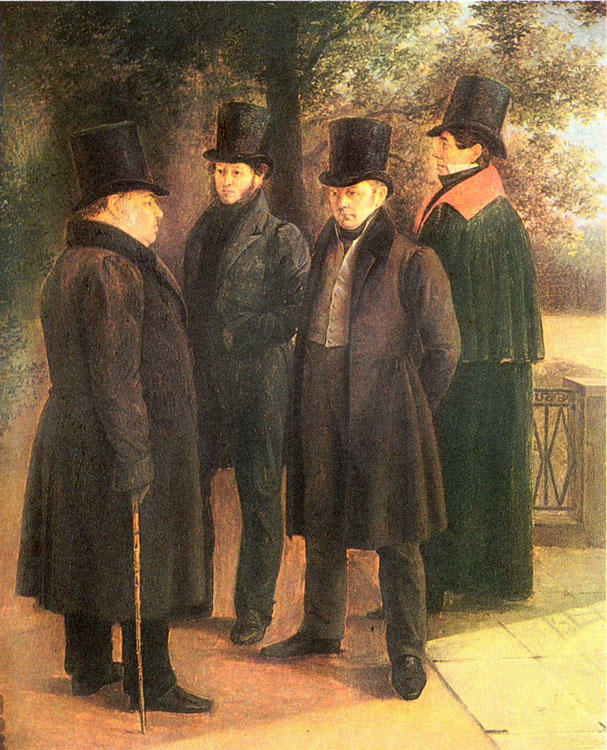
Пушкин, Крылов, Жуковский и Гнедич в Летнем саду. 1832. Худ. Г. Чернецов

«Поэ́ты пу́шкинской поры́» («поэты пушкинской плеяды», «поэты пушкинского круга», «„Золотой век“ русской поэзии») — обобщающее именование русских поэтов-современников Александра Сергеевича Пушкина (1799—1837), вместе с ним входивших в число создателей «золотого века» русской поэзии, как называют первую треть XIX столетия. Поэзия пушкинской поры хронологически определяется рамками 1810—1830-х годов.

## Формирование поэтов пушкинской поры
В большинстве своём поэты пушкинской поры формировались под воздействием карамзинской реформы языка. Исследователи так определяют характерные черты писателей этого круга: «Понятие „поэты пушкинской поры“ не только хронологическое. Если Батюшков, Жуковский и Д. Давыдов органически входят в эпоху Пушкина, то Полежаев, Лермонтов, Кольцов принадлежат уже по проблематике и пафосу своей поэзии к эпохе иной, послепушкинской. То же относится к Тютчеву, чья ранняя лирика, хотя она формировалась в атмосфере конца 1820—1830-х годов и достигла тогда высокого совершенства, является все же началом его творческого пути. Что касается поэзии Дельвига, несомненно исполненной обаяния, то ей недоставало существенного — той самой подлинности душевной жизни в лирике, которая была достигнута не только его сверстниками, но и старшими современниками».

## Список поэтов пушкинской поры
- Пушкин, Александр Сергеевич
- Баратынский, Евгений Абрамович
- Батюшков, Константин Николаевич
- Бестужев, Александр Александрович
- Веневитинов, Дмитрий Владимирович
- Вяземский, Пётр Андреевич
- Гнедич, Николай Иванович
- Давыдов, Денис Васильевич
- Дельвиг, Антон Антонович
- Жуковский, Василий Андреевич
- Катенин, Павел Александрович
- Козлов, Иван Иванович
- Крылов, Иван Андреевич
- Кюхельбекер, Вильгельм Карлович
- Одоевский, Александр Иванович
- Плетнёв, Пётр Александрович
- Рылеев, Кондратий Фёдорович
- Туманский, Василий Иванович
- Туманский, Фёдор Антонович
- Языков, Николай Михайлович